# Trophée AIMS du meilleur athlète de l'année
Le Trophée AIMS du meilleur athlète de l'année (en anglais: AIMS World Athlete of the Year Award) est une récompense décernée annuellement depuis 1992 par l'Association of International Marathons and Distance Races (AIMS) aux meilleurs athlètes de marathon et de courses sur route.

## Lauréats

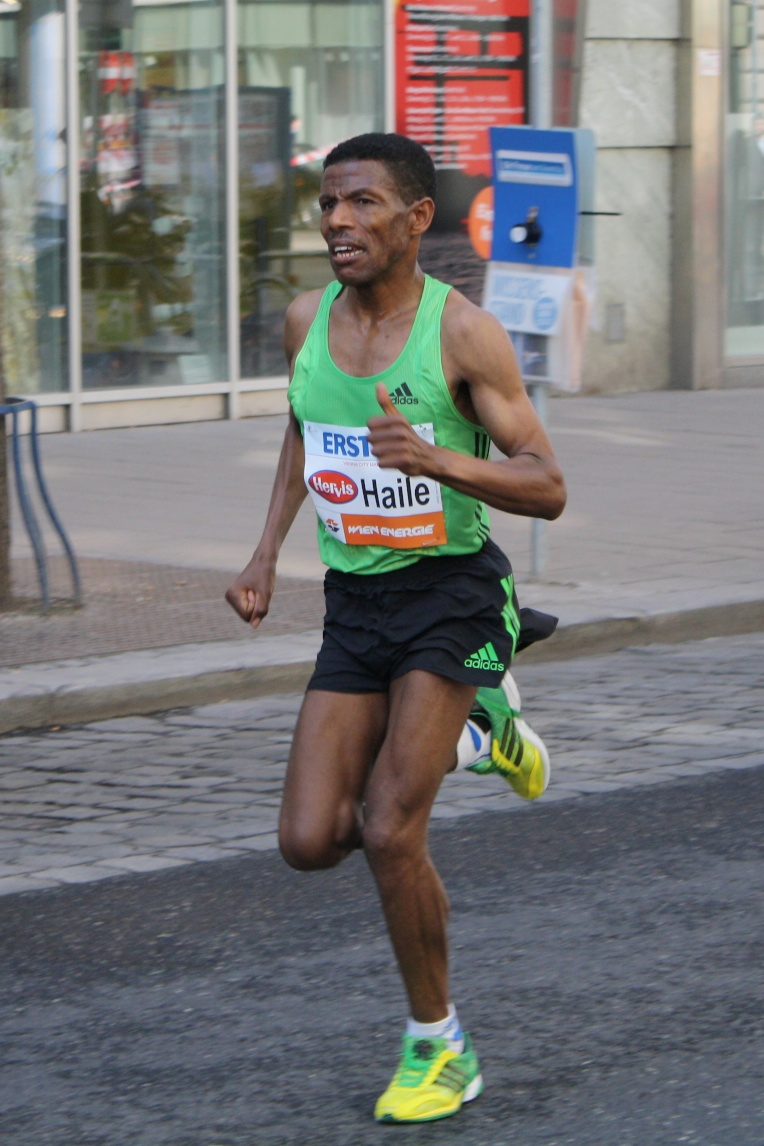
L’Éthiopien Haile Gebrselassie est récompensé à trois reprises

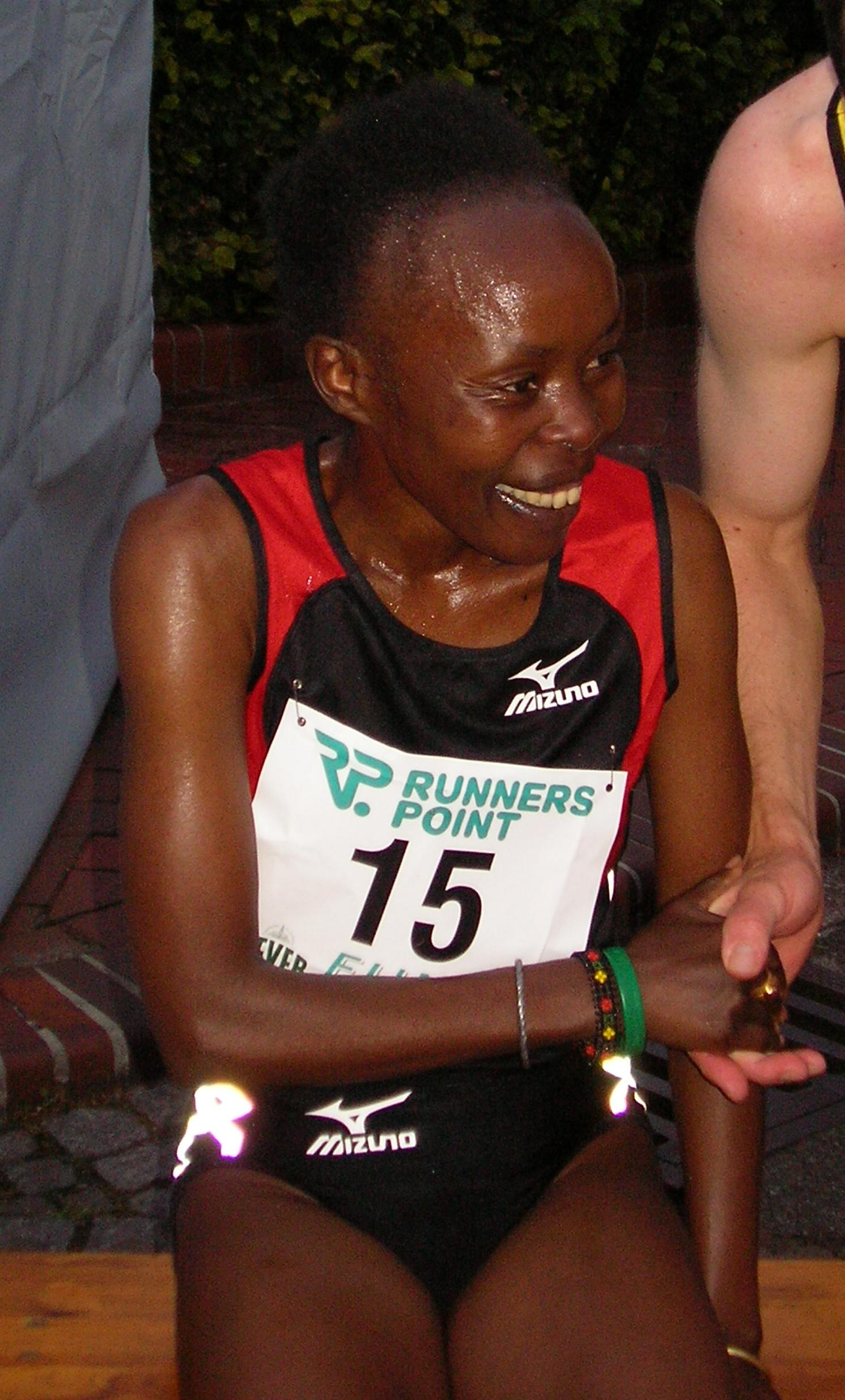
La Kényane Tegla Loroupe est l'athlète féminine la plus récompensée avec quatre trophées

| Année | Hommes                   | Femmes                  |
| ----- | ------------------------ | ----------------------- |
| 1992  | Benson Masya (KEN)       | Liz McColgan (GBR)      |
| 1993  | Dionicio Cerón (MEX)     | Non attribué            |
| 1994  | Vincent Rousseau (BEL)   | Uta Pippig (GER)        |
| 1995  | Non attribué             | Tegla Loroupe (KEN)     |
| 1996  | Paul Tergat (KEN)        | Uta Pippig (GER)        |
| 1997  | Josia Thugwane (RSA)     | Tegla Loroupe (KEN)     |
| 1998  | Ronaldo da Costa (BRA)   | Tegla Loroupe (KEN)     |
| 1999  | Abel Antón (ESP)         | Tegla Loroupe (KEN)     |
| 2000  | Gezahegne Abera (ETH)    | Naoko Takahashi (JPN)   |
| 2001  | Josephat Kiprono (KEN)   | Catherine Ndereba (KEN) |
| 2002  | Khalid Khannouchi (USA)  | Paula Radcliffe (GBR)   |
| 2003  | Paul Tergat (KEN)        | Paula Radcliffe (GBR)   |
| 2004  | Stefano Baldini (ITA)    | Mizuki Noguchi (JPN)    |
| 2005  | Jaouad Gharib (MAR)      | Paula Radcliffe (GBR)   |
| 2006  | Haile Gebrselassie (ETH) | Lornah Kiplagat (NED)   |
| 2007  | Haile Gebrselassie (ETH) | Lornah Kiplagat (NED)   |
| 2008  | Samuel Wanjiru (KEN)     | Constantina Dita (ROU)  |
| 2009  | Haile Gebrselassie (ETH) | Mary Keitany (KEN)      |
| 2010  | Patrick Makau (KEN)      | Liliya Shobukhova (RUS) |
| 2011  | Geoffrey Mutai (KEN)     | Mary Keitany (KEN)      |
| 2012  | Geoffrey Mutai (KEN)     | Tiki Gelana (ETH)       |
| 2013  | Wilson Kipsang (KEN)     | Edna Kiplagat (KEN)     |
| 2014  | Dennis Kimetto (KEN)     | Florence Kiplagat (KEN) |
| 2015  | Eliud Kipchoge (KEN)     | Mare Dibaba (ETH)       |
| 2016  | Eliud Kipchoge (KEN)     | Jemima Sumgong (KEN)    |
| 2017  | Eliud Kipchoge (KEN)     | Mary Keitany (KEN)      |
| 2018  | Eliud Kipchoge (KEN)     | Gladys Cherono (KEN)    |